# Asker
Asker je město v Norsku, centrum stejnojmenné obce ve východonorském kraji Akershus, součást osloské aglomerace. Obec má 61 906 (2019) obyvatel a rozlohou 101 km ².

## Geografie
Leží na severozápadním břehu vnitřního Oslofjordu. Ze severu na jih protéká městem řeka Askerelva.